# Misión Tracey
La Misión Tracey fue una misión naval de la Marina Real que fue enviada a Japón entre 1867 y 1868. La misión, que tuvo lugar inmediatamente antes de la Restauración Meiji de 1868, había sido solicitada por el Shogunato para ayudar a desarrollar su Armada y, más específicamente, para organizar y supervisar la Escuela Naval de Tsukiji, Tokio.
La misión fue encabezada por el Comandante, más tarde Almirante, Richard Tracey, y compuesta por varios oficiales y suboficiales. El comandante Tracey, que al principio de su carrera se había desempeñado como oficial subalterno en el HMS Euryalus, era un veterano de las operaciones activas tanto del Bombardeo de Kagoshima en agosto de 1863 como en el Bombardeo de Shimonoseki en septiembre de 1864.
La misión Tracey apenas pudo comenzar a trabajar debido al inicio de la Guerra Boshin y regresó a Inglaterra, debido a la promesa de todas las potencias extranjeras de permanecer neutrales en el conflicto.